# Sabicea lanata
Sabicea lanata är en måreväxtart som beskrevs av Frank Nigel Hepper. Sabicea lanata ingår i släktet Sabicea och familjen måreväxter.
Artens utbredningsområde är Kongo-Kinshasa. Inga underarter finns listade i Catalogue of Life.